# Marcelo Bosch
Marcelo Bosch (Buenos Aires, 7 de enero de 1984) es un exjugador argentino de rugby que se desempeñó como centro o apertura.

## Carrera
Debutó en primera con el Belgrano Athletic Club en 2003. En 2006, fue contratado por el Biarritz Olympique del Top 14. Desde 2013, juega para Saracens donde se proclamado campeón de liga en la 2014-2015 y 2015-2016 y campeón de la Champions Cup en 2016 y 2017. 

## Selección nacional
Con la selección nacional, fue parte del equipo que disputó del Mundial de Nueva Zelanda del 2011 en donde Argentina empezaría el mundial cayendo ante Inglaterra 9-13 pero ganaría sus otros tres partidos de grupo ante Rumania, Escocia (en una victoria agónica por 13-12) y Georgia para clasificar a cuartos, donde enfrentaría a los eventuales campeones del mundo, los All Blacks; en un partido memorable Los Pumas serían derrotados 10-33.
Marcelo disputó del Rugby Championship, torneo en el que ha participado en todas sus ediciones desde la inclusión de Argentina en este torneo en 2012.
En 2015, fue seleccionado para formar parte de la selección Argentina que participó en el Campeonato Mundial finalizando en el cuarto lugar. Marcelo estuvo en el debut ante Nueva Zelanda. En el segundo partido de la fase de grupos, contra  Georgia, que terminó con victoria argentina 54-9, Bosch puntuó gracias a dos conversiones. En el último partido de la fase de grupos, contra Namibia, hizo un placaje peligroso por el que vio la tarjeta amarilla y fue sancionado con una semana de suspensión, por lo que no pudo disputar los cuartos de final frente a Irlanda. En el partido contra Australia, regresó como jugador titular.

## Palmarés y distinciones notables
- Campeón Aviva Premiership 2014-2015 (Saracens).[5]
- Campeón Aviva Premiership 2015-2016 (Saracens).[6]
- Campeón Champions Cup 2015-2016 (Saracens).[7]
- Campeón Champions Cup 2016-2017 (Saracens).[8]

## Vida privada
En diciembre de 2024 publicó su autobiografía con el título de Inside.